# Инцидент с подводной лодкой С-363
Инцидент с подводной лодкой С-363 — международный инцидент с участием советской дизель-электрической подводной лодки С-363 проекта 613 (бортовой номер 137), которая 27 октября 1981 года вследствие навигационной ошибки вошла в территориальные воды Швеции и села на скалистую мель недалеко от острова Турумшер (Торхамнаскер), лен Блекинге, в 12 километрах к юго-востоку от главной шведской военно-морской базы в Карлскруне. Данный инцидент серьёзно осложнил и ухудшил советско-шведские отношения.

## История
В начале октября 1981 года дизель-электрическая подводная лодка С-363 проекта 613 вышла из Палдиски в Балтийское море для несения боевого дежурства, которое должно было продлиться около месяца и закончиться 5 ноября 1981 года. Командиром подлодки был капитан 3-го ранга Анатолий Михайлович Гущин, старший на борту — начальник штаба Палдиской бригады подводных сил капитан 2-го ранга Иосиф Аврукевич, которому Гущин подчинялся. Это был обычный боевой поход, подлодка должна была нести боевое дежурство в квадрате восточнее датского острова Борнхольм.
В середине октября С-363 вошла в польскую базу Свиноуйсьце для кратковременного отдыха и 17 октября вновь вышла в Балтику.
Через сутки команда подлодки услышала скрежет метала. Как потом выяснилось, верхний корпус лодки зацепил рыбацкий трал, в результате чего была повреждена рамка-антенна радиопеленгатора. Это было значительное повреждение, поскольку пеленгатор обеспечивал обнаружение сил вероятного противника и помогал в навигации. О данной проблеме было доложено в штаб флота. Фактически это означало прекращение боевого похода С-363 и возвращение её для ремонта, но Гущину и Аврукевичу было приказано продолжать поход, пользуясь резервным оборудованием.
На подлодке служил довольно слабый в профессиональном отношении штурман А. Коростов. Экипаж не знал точно, где находится и куда направляется лодка.
Через восемь суток после происшествия с тралом С-363 находилась в 53 морских милях от предполагаемого места нахождения. Ночью в надводном положении подлодка шла по секретному фарватеру Военно-морских сил Швеции, ширина которого составляла всего 12 м. В 21:57 минут 27 октября по корпусу подлодки прокатился металлический скрежет, и лодка на скорости 7 узлов выскочила на камни прибрежной отмели побережья Швеции. Экипаж С-363 попытался снять лодку с мели самостоятельно, но это сделать не удалось.
Бывший замполит корабля, в то время капитан-лейтенант, Василий Беседин впоследствии рассказывал:

«…Я сразу вниз спустился и — по отсекам, к людям. На лодке самое страшное в аварийной ситуации — отсутствие информации. А тут ещё надо учесть момент: до конца боевой службы — полторы недели. Как говорится — нос к дому. Иначе говоря, „плато успокоения“, то есть пик усталости, и физической, и психологической. Спад бдительности, работоспособности, ну и всего такого. Тут до паники, до нервного срыва не то, что шаг — полшага. И неизвестность в этом деле — самый мощный катализатор.
Удар, скрежет, крен в лодке — естественно, слышали и ощутили все. Но держались ребята молодцом. Однако в глазах у всех немой вопрос: что случилось? Говорю как есть: сели на мель, где и почему — пока не знаем. Будем разбираться, попробуем сняться своими силами. Экипаж несколько успокоился, напряжение понемногу начало спадать…»
Дальше вновь начались попытки сняться с мели. До 6 утра перепробовали все мыслимое и немыслимое, но так как в полной темноте правильно оценить обстановку не удалось, сумели только ещё плотнее улечься на камнях — от носа до рубки. Уже потом, в базе, обнаружилось, что в пробитом обтекателе гидролокатора лежал камень с этой самой мели. Единственный шведский сувенир…
Когда забрезжил рассвет, появилась возможность осмотреться вокруг, но одновременно с ясностью визуальной нарастало и полное недоумение. Вокруг ПЛ — земля, только спереди и сзади узкая полоска воды. Прямо по курсу — вышка береговой РЛС.
Примерно в это время подал голос штурман. Ему наконец-то удалось определить место. Можно себе представить реакцию экипажа, когда Коростов наконец выдавил, что лодка сидит на камнях… у юго-восточного побережья Швеции по соседству с военно-морской базой Карлскруна. По словам Беседина, много «тёплых» слов адресовал самому Анатолию, его ближней и дальней родне, а также выпустившему ТАКОГО штурмана училищу командир.

Вновь слово замполиту: «…Честно говоря, в тот момент я не столько среагировал на ошеломляющее известие, сколько боялся за командира и штурмана. Состояние обоих было предельно подавленное. Способ вывести их из него тут один — отвлечь на работу. Ну, командиру её и так хватало, а штурману я сказал: „Ищи, Толя, где, как и когда появилась ошибка. Надо, чтобы ты сам, а не кто-нибудь другой её нашёл.“»
При понимании, что, видимо, неизбежно придётся вступать в контакт со шведами, на рубке подлодки был поднят флаг Военно-морского флота СССР. Подлодку заметил шведский рыбак и позвонил в полицию, которая не сразу поверила словам рыбака, но после второго звонка передала сообщение начальнику штаба военно-морской базы в Карлскруне, располагавшейся неподалеку, командору Карлу Андерссону. На место был отправлен шведский катер с Андерссоном, который ступил на подлодку для дальнейших переговоров. Одновременно об инциденте было уведомлено посольство СССР в Швеции, а также МИД СССР. В МИД Швеции был вызван чрезвычайный и полномочный посол СССР в Швеции Михаил Яковлев. В военной и политической среде официального Стокгольма появление советской подлодки у шведских берегов возле военно-морской базы Карлскруна, где запрещено находиться посторонним, вызвало шок. Вместе с тем об инциденте был информирован и министр обороны СССР Дмитрий Фёдорович Устинов.
Из радиопереговоров С-363 со штабом Балтийского флота:

«…С прибытием Андерссона на борт необходимо сделать заявление: „Выражаем протест, Вы нарушаете международные правовые нормы, незаконно задерживаете подводную лодку.“»
Переговоры Андерссона и Гущина ни к чему не привели. Гущин отказался покидать подлодку. Вместе с тем обстановка вокруг лодки стала ухудшаться. На помощь С-363 была отправлена эскадра Балтийского флота под командованием вице-адмирала Калинина во главе с большим противолодочным кораблём «Образцовый». Шведская пресса и общественность встретили эту новость крайне негативно. Возможный вход советской эскадры в шведские территориальные воды — мировой скандал. Командующему ВМС Швеции был отдан приказ в случае захода в шведские воды советской эскадры открывать огонь из береговых артиллерийских батарей. Инцидент грозил вылиться в вооруженный конфликт. Но ещё больше масла в огонь подлила информация о возможном нахождении на С-363 ядерного оружия (торпеды).
30 октября шведские власти всерьез рассматривали возможность штурма подлодки. Шведские пограничники, дежурившие на месте, были заменены спецназом ВМФ. Все увольнительные для шведских военных были отменены, также был объявлены сборы для военных резервистов. Экипаж С-363 получил приказ в случае штурма подлодку уничтожить.
1 ноября в ходе советско-шведских переговоров на высшем уровне было принято окончательное решение. Шведы готовы были снять С-363 с отмели при следующих условиях:
1. СССР должен принести официальные извинения Швеции за инцидент
2. Оплата всех расходов по спасению субмарины целиком и полностью ложилась на советскую сторону
3. Снимать лодку с мели будет только шведский корабль
4. Командир Гущин и офицеры лодки должны быть допрошены шведской стороной

На встречу со шведской комиссией по расследованию инцидента отправились командир Гущин и замполит Беседин. Почти шесть часов в присутствии двух представителей советского посольства шведские военные допрашивали советских моряков. На следующий день шведские власти дали большую пресс-конференцию, подведя итог. На конференции было сказано, что советская подводная лодка вошла в территориальные воды Швеции вследствие неполадки навигационного оборудования и ошибок экипажа при определении местонахождения, в результате чего, не зная особенностей местности, села на каменную отмель.
6 ноября шведы стащили лодку с мели, отбуксировали в нейтральные воды, где передали управление экипажу. Тогда же в советской прессе было опубликовано сообщение Сообщение ТАСС «О происшествии с советской подводной лодкой»:

В ночь с 27 на 28 октября сего года советская дизельная подводная лодка № 137, совершая обычное учебное плавание в Балтийском море, вследствие выхода из строя навигационных приборов и возникновения в связи с этим ошибок в определении места, в плохую видимость сбилась с курса и села на мель у юго-восточной оконечности Швеции.

В настоящее время подводная лодка снята с мели шведскими спасательными судами и стоит на якоре в безопасном месте. Ведутся переговоры со шведскими властями о выводе подводной лодки за пределы территориальных вод Швеции.

8 ноября[уточнить] С-363 вернулась в Лиепаю.

## Итог и последствия

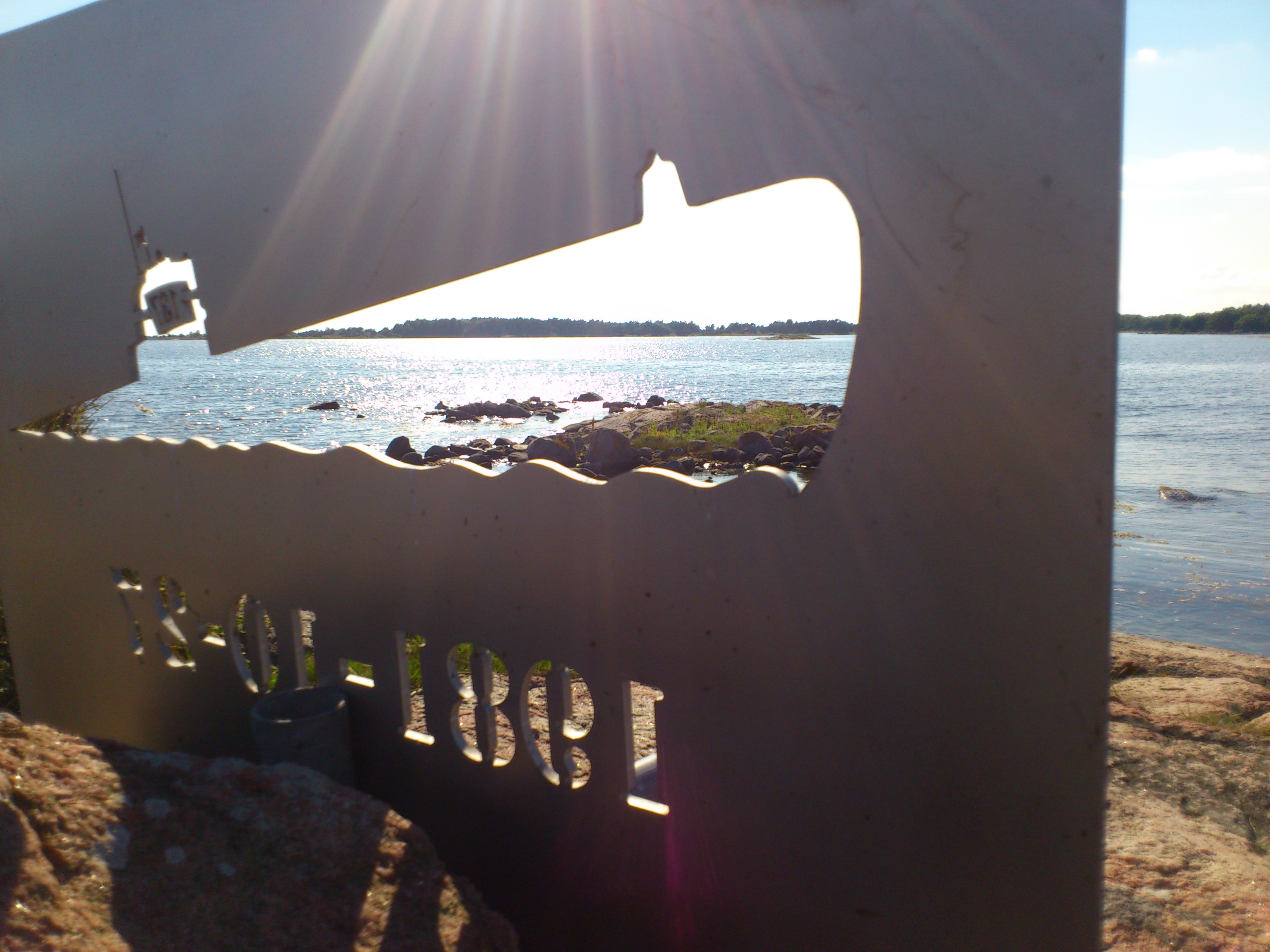
Памятный знак на месте инцидента

Офицеры подлодки были отправлены в штаб флота для допроса уже советской специальной комиссией по расследованию инцидента. Матросов и мичманов опрашивали прямо на борту. В итоге в происшествии были обвинены командир С-363 капитан 3-го ранга Гущин, капитан 2-го ранга Аврукевич и замполит подлодки Беседин.
Аврукевич был уволен из рядов вооруженных сил,
Гущин снят с должности и направлен для прохождения службы в береговую часть, а
Беседин был признан невиновным.
Остальной экипаж С-363 никакого наказания не понёс. Острословы из числа советских моряков дали лодке едкое прозвище: «Шведский комсомолец». За операцию по спасению подлодки советские власти выплатили Швеции 5 млн шведских крон (более 1 млн долл. США по курсу 1981 года).
Инцидент с С-363, (или с U-137, как её окрестили в западной прессе, по бортовому номеру) стал довольно громким скандалом в самой Швеции. Появления зарубежных подлодок у шведских берегов фиксировались и ранее, но подобный инцидент произошёл впервые. Шведская пресса, как и общественность, подвергла сомнению боеспособность местных вооруженных сил. В итоге командор Андерссон был отстранён от должности начальника базы в Карлскруне, но продолжил служить во флоте. Кроме того, данный эпизод негативно сказался на советско-шведских отношениях, которые до этого были одними из самых доброжелательных и конструктивных в истории советской и шведской дипломатии, поскольку Швеция являлась нейтральным государством и не состояла ни в каких военно-политических блоках.
По мнению некоторых шведских лиц и прессы, появление советской подлодки у шведских берегов, у военной базы Карлскруны, где в это время испытывались новейшие торпеды, было не случайным. К тому же на фоне противостояния в Холодной войне и недавних масштабных учений «Запад-81» многие ставили под сомнение случайность прохождения подлодки по столь узкому, 12-метровому секретному фарватеру, о котором знали только шведские военно-морские силы.
Вместе с тем, данный инцидент стал поводом для проведения шведами военно-морской операции ровно через год, в октябре 1982 года в Харсфиорде, поскольку, по утверждению шведов, в этом месте вновь была обнаружена иностранная подлодка. В указанный период было сброшено 44 глубинных бомбы, кроме того, сдетонировали 4 якорные мины. Впоследствии выяснилось, что бомбардировки были безуспешными: либо лодка их избежала, либо она покинула территориальные воды Швеции ещё в самом начале силовой акции. События вызвали экстренное заседание в парламентской комиссии Швеции, которая обвинила во вторжении Советский Союз, что вызвало политическую напряжённость в отношениях СССР и Швеции. Последующие исследования показали, что за шумы винтов подводной лодки могли быть приняты шумы гражданского судна.